# 山田村 (長野県)
山田村（やまだむら）は長野県上高井郡にあった村。現在の高山村の松川以北にあたる。

## 地理
- 山：雁田山、三沢山、中倉山、笠ヶ岳、横手山、万座山
- 河川：松川

## 歴史
- 1889年（明治22年）4月1日 - 町村制の施行により、中山村・奥山田村の区域をもって発足。
- 1956年（昭和31年）9月30日 - 高井村と合併して高山村が発足。同日山田村廃止。